# Kist
Pour les articles ayant des titres homophones, voir Kistes et Kyste.
Kist est une commune de Bavière (Allemagne), située dans l'arrondissement de Wurtzbourg, dans le district de Basse-Franconie.